# Маму
Маму (фр. Mamou) — город на юге центральной части Гвинеи, административный центр провинции Маму. Маму вырос как станция на железной дороге, ведущей из Конакри в Канкан. Является важным транспортным узлом. Абсолютная высота города — 737 м над уровнем моря.

## Население
По данным на 2013 год численность населения города составляла 88 203 человека.
Динамика численности населения города по годам:
| 1983   | 1996   | 2013   |
| ------ | ------ | ------ |
| 35 700 | 49 479 | 88 203 |